# Borki (rejon kamieński)
Borki (ukr. Бірки) – wieś na Ukrainie w obwodzie wołyńskim, w rejonie kamieńskim. W 2001 r. liczyła 1594 mieszkańców.
Do 2020 w rejonie lubieszowskim. 